# Cyril Scott
Cyril Meir Scott (født 27. september 1879 i Oxton, død 31. december 1970 i London) var en engelsk komponist, poet og skribent.
Han skrev 4 symfonier, 3 klaverkoncerter , en violinkoncert og en cellokoncert.
Scott skrev også tonedigte for orkester, såsom "Neptun" og "Early One Morning". Skrev ligeledes stykker for klaver og skrev også kammermusikværker.
Han var oprindelig inspireret af Claude Debussy og den tyske skole, men dannede hurtigt sin egen personlige stil med tiden.
Scott huskes, og er nok mest kendt for sine to klaverkoncerter, hvori han selv var solist i den første, da den blev uropført.
En del af hans værker er indspillet på pladeselskaberne Chandos og Dutton Epoch.

## Værker
- Symfoni nr. 1 (1899) - for orkester
- Symfoni nr. 2 ( Tre Symfoniske Danse ) (1907) - for orkester
- Symfoni nr. 3 "Muserne" (1939) - for orkester
- Symfoni nr. 4 (1952) - for orkester
- Klaverkoncert (1900) - for klaver og orkester
- 1 Klaverkoncert (1913-1914) - for klaver og orkester
- 2 Klaverkoncert (1958) - for klaver og orkester
- "Neptun" (1935) - for orkester
- "Early one morning" (En tidlig morgen) (1931) - for orkester
- Violinkoncert (1928) - for violin og orkester
- Cellokoncert (1937) - for cello og orkester
- "Aubade" (1907) - for orkester
- "Festival Overture" (1902-1929) - for orkester
- Klaverstykker